# 拉斐爾·史比基爾
拉斐爾·西蒙·史比基爾（英語：Raphael Simon Spiegel，1992年12月19日—）是一名瑞士職業足球員，現時效力葡超球會博維斯塔，司職門將。

## 球員生涯
史比基爾年少時在家鄉球會呂特嫩開始他的職業生涯。其後他被位於蘇黎世的瑞士超級足球聯賽球會草蜢在2007年8月將他羅致。他在草蜢很快便升越青年軍，成為預備隊的常用球員。早在2011-2012賽季，因為他無法在正選隊上陣，被以一個短期借用合約，加盟維爾1900，雖然他在該球隊未曾上陣。史比基爾只好返回草蜢，不久又被再次借用至布呂爾直至季未。2011年11月6日，他在作客2-1負於盧加諾足球會的比賽中為布呂爾首次上陣。他在借用期間成功成為布呂爾的正選門將，其後史比基爾回到草蜢。當英超球會韋斯咸重返英超後，史比基爾於2012年7月23日以不透露的轉會費轉會至韋斯咸。加盟韋斯咸後，史比基爾成21歲以下的球隊成員，亦作為是尤西·積亞基連倫及阿祖安的替補門將。
2014年7月18日，史比基爾以借用合約加盟卡維尼，為期一個月，直到2014年8月16日。他並沒有為卡維尼上陣便回到韋斯咸。2014年11月25日，史比基爾又再以借用合約加盟班列特，為期一個月。當日，他便為班列特上陣以2-1作客擊敗布里斯托。這是他唯一為班列特上陣的比賽，其後由於傷患提早取消借用回到韋斯咸。
2015年2月20日，史比基爾以借用合約加盟卡素爾聯，為期一個月。第二天，他便在主場為卡素爾聯上陣以3-2擊敗韋甘比。他於2015年3月23日，為卡素爾聯兩次出場後回到韋斯咸。

## 國家隊生涯
史比基爾目前是瑞士國家足球隊青年軍。2009年，他作為瑞士U17成員而贏得了2009年U17世界盃足球賽決賽中以1-0擊敗東道主尼日利亞。史比基爾在整個比賽中未曾上陣的替補門將無法取代瑞士U17首席門將及該賽事的金手套得主本杰明·施尼斯特。

## 外部連結
- 足球数据库：Raphael Spiegel的球员统计数据
- Player page on World Football